# Colonia Hinojo
Colonia Hinojo es una localidad del partido-municipio de Olavarría, localizado en el interior de la Provincia de Buenos Aires, Argentina. Se localiza a 15 km de distancia de la ciudad de Olavarría.

## Población
Sigue siendo hoy la colonia más grande en el Partido de Olavarría, y en ella se manifiesta muy fuertemente la herencia de los primeros colonos alemanes llegados desde Rusia.

## Historia

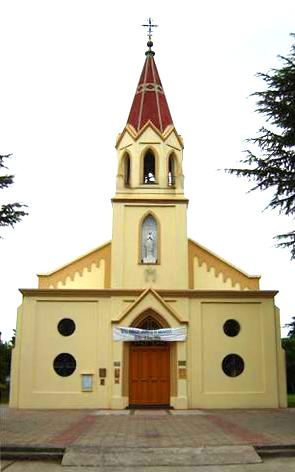
Iglesia de Colonia Hinojo.

Fue fundada el 5 de enero de 1878, siendo la primera colonia de alemanes del Volga en Argentina. Sus fundadores, que eran en realidad alemanes del Volga o rusos-alemanes) la llamaban "Kamenka" por haber sido la mayoría de ellos originarios de la colonia alemana a orilla del Volga llamada así, Kamenka. Oficialmente primero recibió la denominación de "Colonia Santa María de Hinojo" por familias de alemanes del Volga. Eso alemanes, previamente asentados en Brasil, se establecieron en Argentina a partir de la competencia del gobierno argentino por captar a estos colonos alemanes. La efectiva publicidad del gobierno brasileño consiguió la radicación de un grupo de unas 200 familias de alemanes del Volga en su territorio. Sin embargo, una comisión integrada por Andreas Basgall, Santiago Lechmann, Juan Berger y Adán Weimann se reunió en Buenos Aires con el Comisario General de Inmigración de la República Argentina y allí firmaron un convenio a través del cual se le abrían las puertas a la llegada de un primer contingente de alemanes del Volga al país.
La nueva colonia era referida como Kamenka por los colonos en alusión a la aldea alemana del Volga de la cual provenían las familias. Posteriormente el nombre se redujo a Colonia Hinojo.

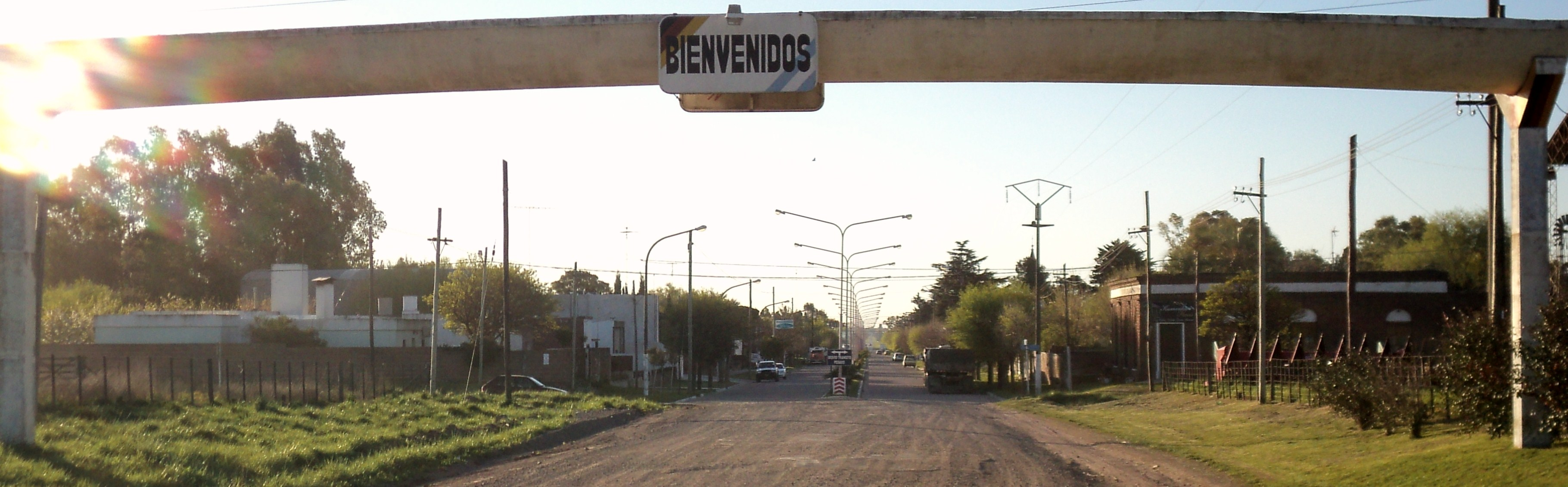
Vista al pueblo desde el ingreso principal de la ruta.

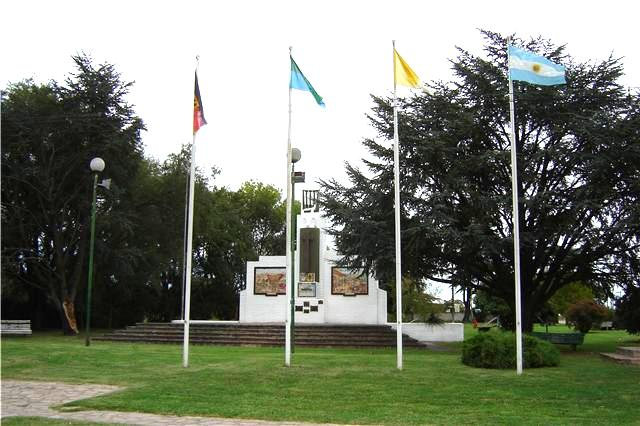
Monumento a los pioneros alemanes del Volga en Colonia Hinojo.

Algunos de los fundadores fueron:
- Andrés Fischer
- Jorge Fischer
- José Kessler
- Miguel Kessler
- Andrés Kessler
- Pedro Pollak
- José Simon
- Juan Schamber
- Jacobo Schwindt
- Leonardo Schwindt

## Parroquias de la Iglesia católica en Colonia Hinojo
| Diócesis  | Azul                             |
| --------- | -------------------------------- |
| Parroquia | Natividad de la Santísima Virgen |